# Železniční nehoda u Dolní Lutyně
Železniční nehoda u Dolní Lutyně byla srážka vlaku s kamionem, ke které došlo na trati Bohumín–Čadca v mezistaničním úseku Bohumín–Dětmarovice nedaleko zastávky Dolní Lutyně 24. ledna 2024 před šestou hodinou ranní. Vlak InterCity 546 Ostravan (Návsí – Praha-Vršovice) společnosti České dráhy v čele s lokomotivou 151.020 narazil na železničním přejezdu do kamionu převážejícího důlní vrtnou soupravu. Při nehodě zemřel strojvedoucí, dalších 20 lidí bylo zraněno.

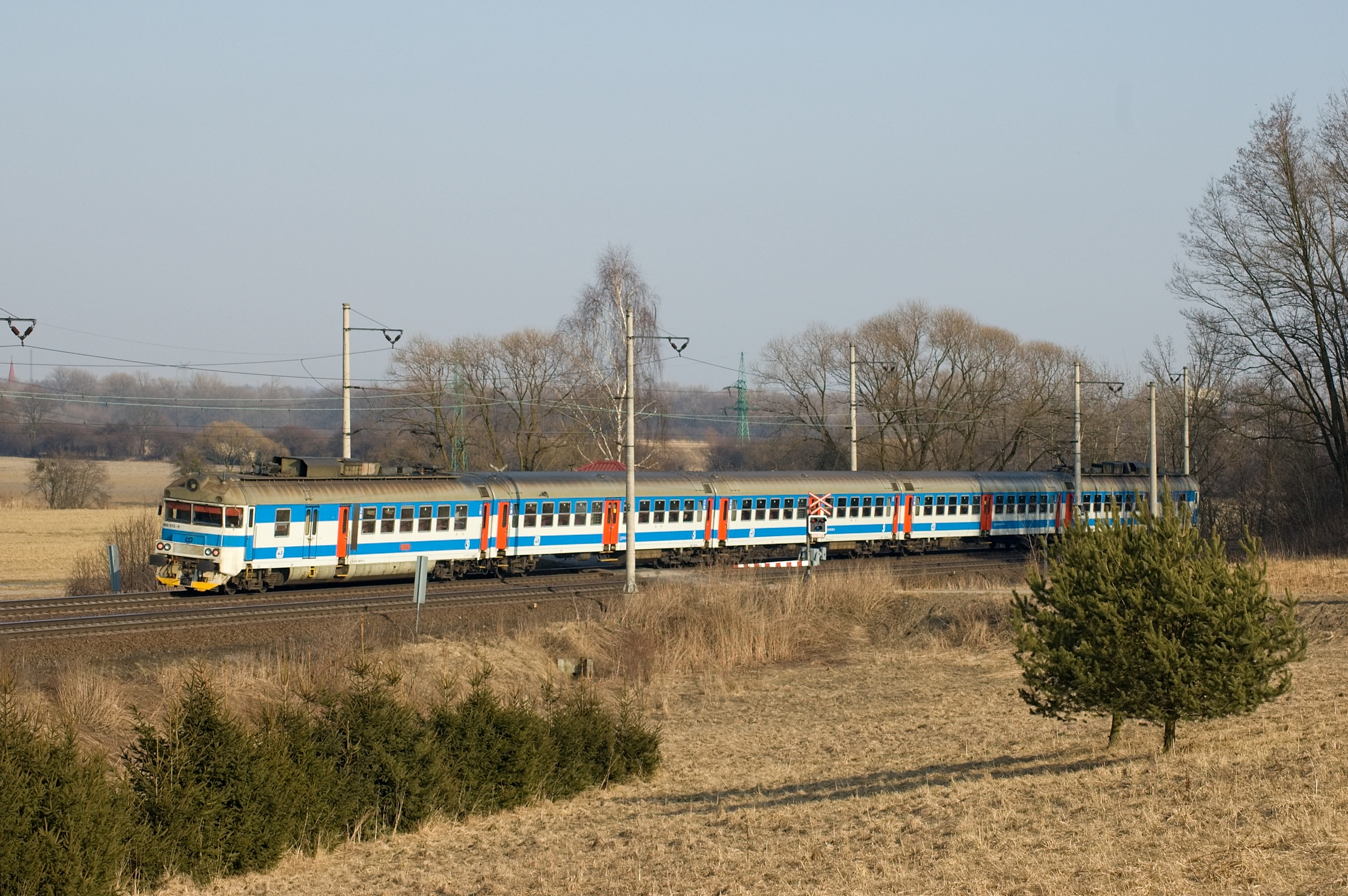
Osobní vlak projíždí přejezdem P6512 (2011)

Lokomotiva byla nárazem zcela zdevastována a spolu s prvním vozem vykolejila, přičemž došlo k jejich nebezpečnému naklonění na stranu, kvůli kterému museli hasiči vůz za lokomotivou zabezpečit proti dalšímu pohybu. Kvůli odstraňování následků a vyšetřování Policie ČR a Drážní inspekce byl provoz na trati zastaven, u dálkových vlaků osobní dopravy proto byly zavedeny odklony přes Havířov a Chałupki a u regionálních spojů byla zavedena náhradní autobusová doprava. Vzhledem ke stržení některých sloupů trakčního vedení a narušení geometrické polohy koleje byla trať pro veškerý provoz uzavřena do 27. ledna 2024, kdy byl obnoven provoz sníženou rychlostí po jedné koleji. K úplnému obnovení provozu mělo dojít v řádu týdnů.
K nehodě došlo na železničním přejezdu P6512 vybaveném přejezdovým zabezpečovacím zařízením (PZZ) se závorami. Podle dosavadních informací příčinou nehody zřejmě nebylo nerespektování výstražné signalizace PZZ, ale zaklínění valníkového návěsu kamionu v prostorách přejezdu.